# Kundrjučja
Kundrjučja (ukrajinsky Кундрюча, rusky Кундрючья) je řeka v Lučanské oblasti na Ukrajině a v Rostovské oblasti v Rusku. Je 244 km dlouhá. Povodí má rozlohu 2320 km². Nazývá se také Kondrjučja (rusky Кондрючья).

## Průběh toku
Pramení na Donském krjaži. Teče v hluboce zaříznuté dolině. Vlévá se zprava do Severního Doňce (povodí Donu).

## Vodní stav
Zdrojem vody jsou převážně sněhové srážky. Průměrný průtok vody v ústí činí 3,74 m³/s. Zamrzá na konci listopadu a rozmrzá v polvině března.

## Využití
Na řece leží město Krasnyj Sulin.